# 和泉黄金塚古墳
和泉黄金塚古墳（いずみこがねづかこふん）は、大阪府和泉市上代町（うえだいちょう）にある古墳。形状は前方後円墳。国の史跡に指定され、出土品は国の重要文化財に指定されている。

## 概要
信太山丘陵の北西端に位置する二段築成と推定される墳丘をもつ前方後円墳で、全長約94m、後円部径約57m・高さ約9m、前方部幅推定約42m、高さ約6.5m。2008年（平成20年）3月28日に国の史跡に指定された。
古墳時代前期末（4世紀後半頃）の築造と考えられ、後円部の埋葬施設は主軸に平行して3基の粘土槨（中央槨・東槨・西槨）がある。木製棺の長さは順に8.7m・4m・4.37m。
中央槨の棺外から出土した画文帯四神四獣鏡には、景初三年（239年）の銘があり、魏志倭人伝における邪馬台国の卑弥呼が魏の皇帝から銅鏡百枚を贈ったとの記述との関連性が考古学者の一部で指摘されている。
また、古墳の周囲には棚田の景観が残っていることも特筆される。

## 発掘調査

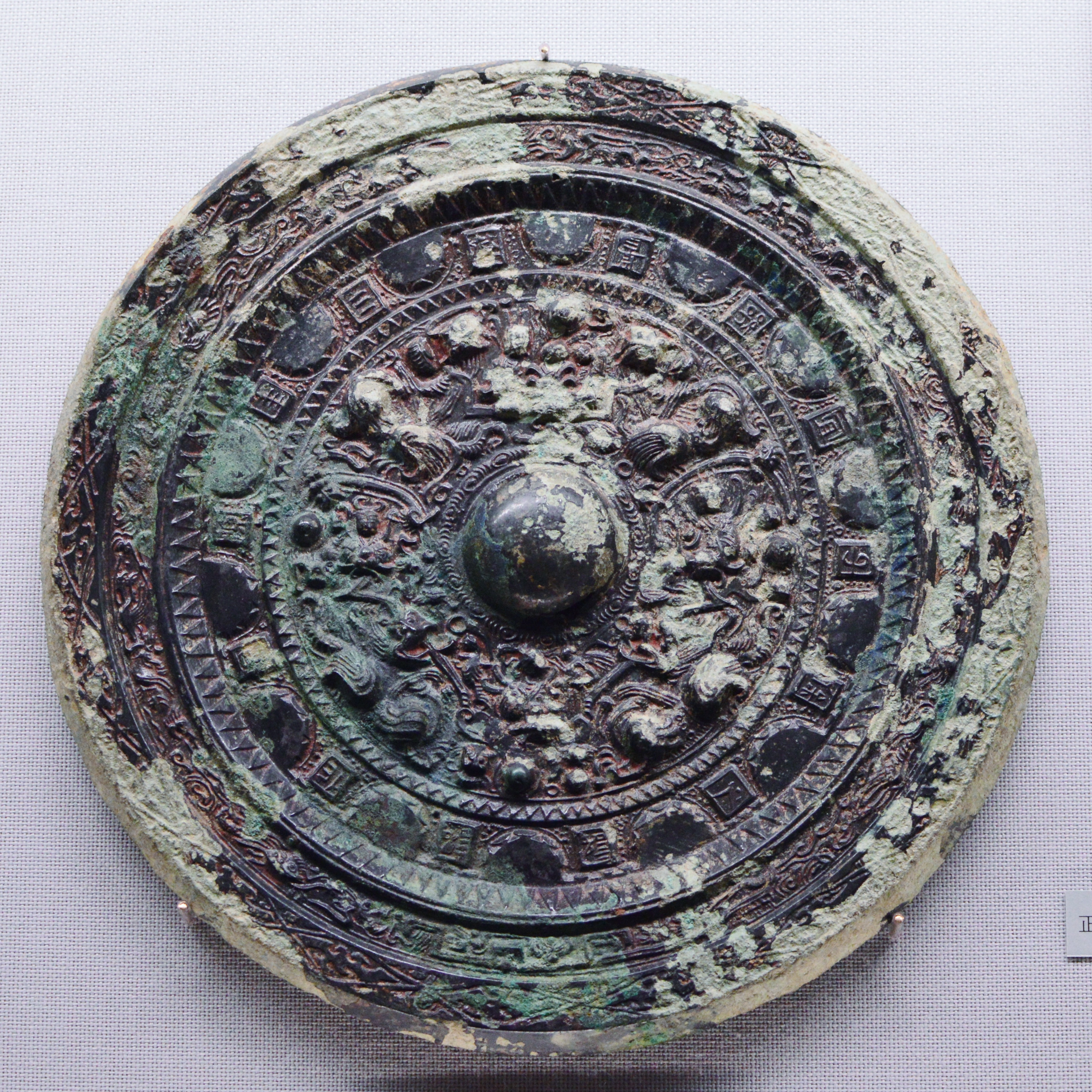
画文帯同向式神獣鏡
（国の重要文化財）「景初三年」在銘。東京国立博物館展示。

1945年（昭和20年）11月に、当時17歳の少年だった森浩一（のちの同志社大学文学部教授）が同古墳の荒廃に気付いたのをきっかけとして末永雅雄とともに応急調査し、旧信太山陸軍演習場の塹壕の横（のちの東槨）からは巴形銅器3個が着いた革製漆塗盾が、後円部の西（のちの西槨）からは短甲、鉄刀、打製石鏃などが出土した。
1950年（昭和25年）から翌年にかけて、大阪府教育委員会と日本考古学協会による合同調査が実施され、後円部から粘土槨に木棺を納めた埋葬施設3基（中央槨・東槨・西槨）が出土した。中央槨の棺内からは半三角縁二神二獣鏡、勾玉、棗玉、管玉、石釧、車輪石などが、棺外からは景初三年銘画文帯四神四獣鏡、鉄刀、鉄剣、鉄斧、鉄鎌などが出土した。東槨からは棺内から三角縁龍虎鏡、画文帯四神四獣鏡（2面）、甲、冑、勾玉、棗玉、管玉、鍬形石、水晶製大型切子玉（日本最大のもの）などが、棺外からは鉄槍、鉄鉾、鉄鏃などが出土した。これら出土品は一括して国の重要文化財に指定されており、東京国立博物館に所蔵されている。
2001年（平成13年）から2005年（平成17年）にかけて、和泉市教育委員会により調査が行われ、前方部墳裾に円筒埴輪列が出土したことから古墳の規模が確認された。また、東のくびれ部から、形象埴輪が多く出土した。

三角縁龍虎鏡 東槨出土 東京国立博物館展示。
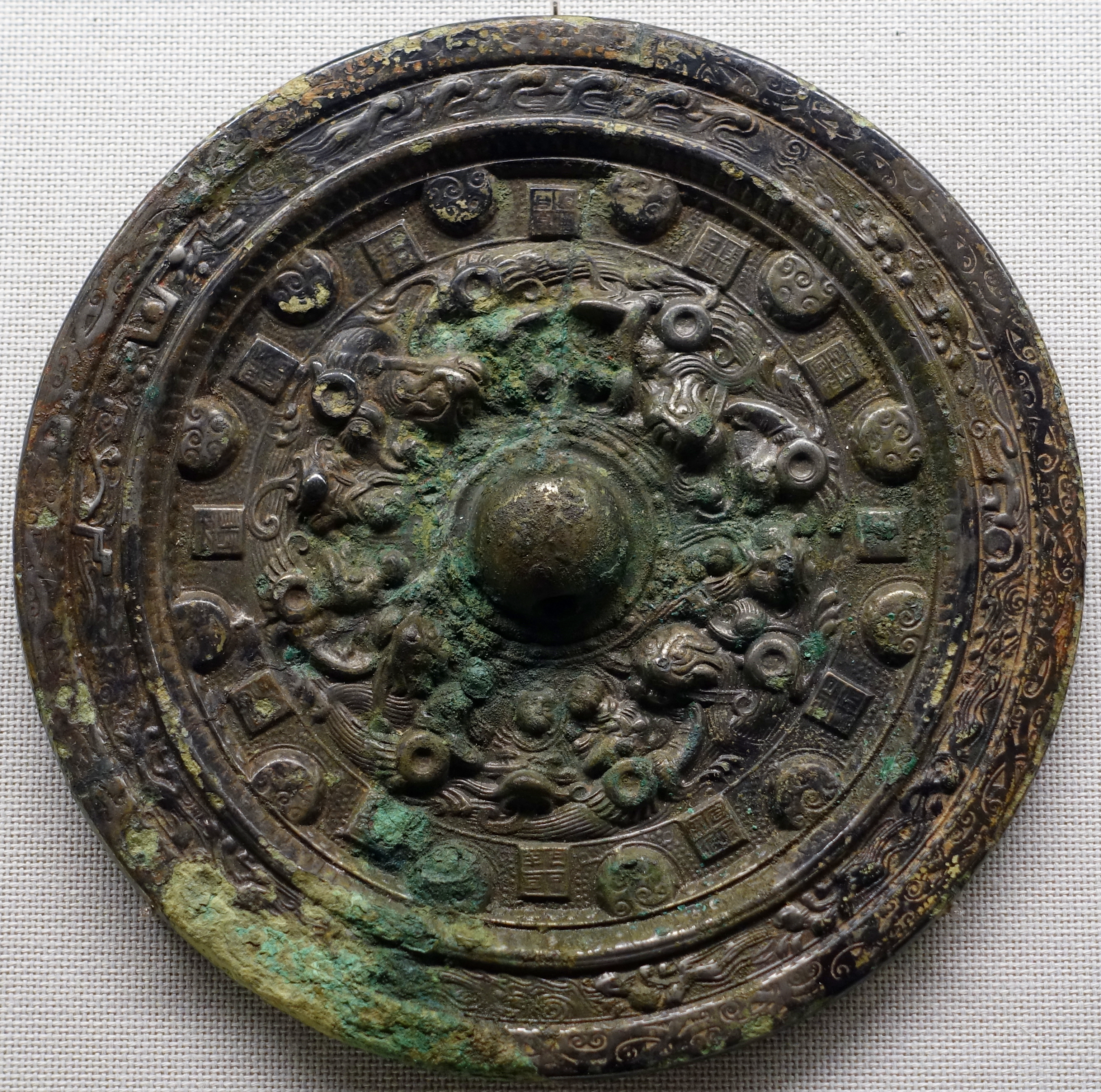
画文帯環状乳神獣鏡 東槨出土 久渡3号墳と同型鏡。東京国立博物館展示。
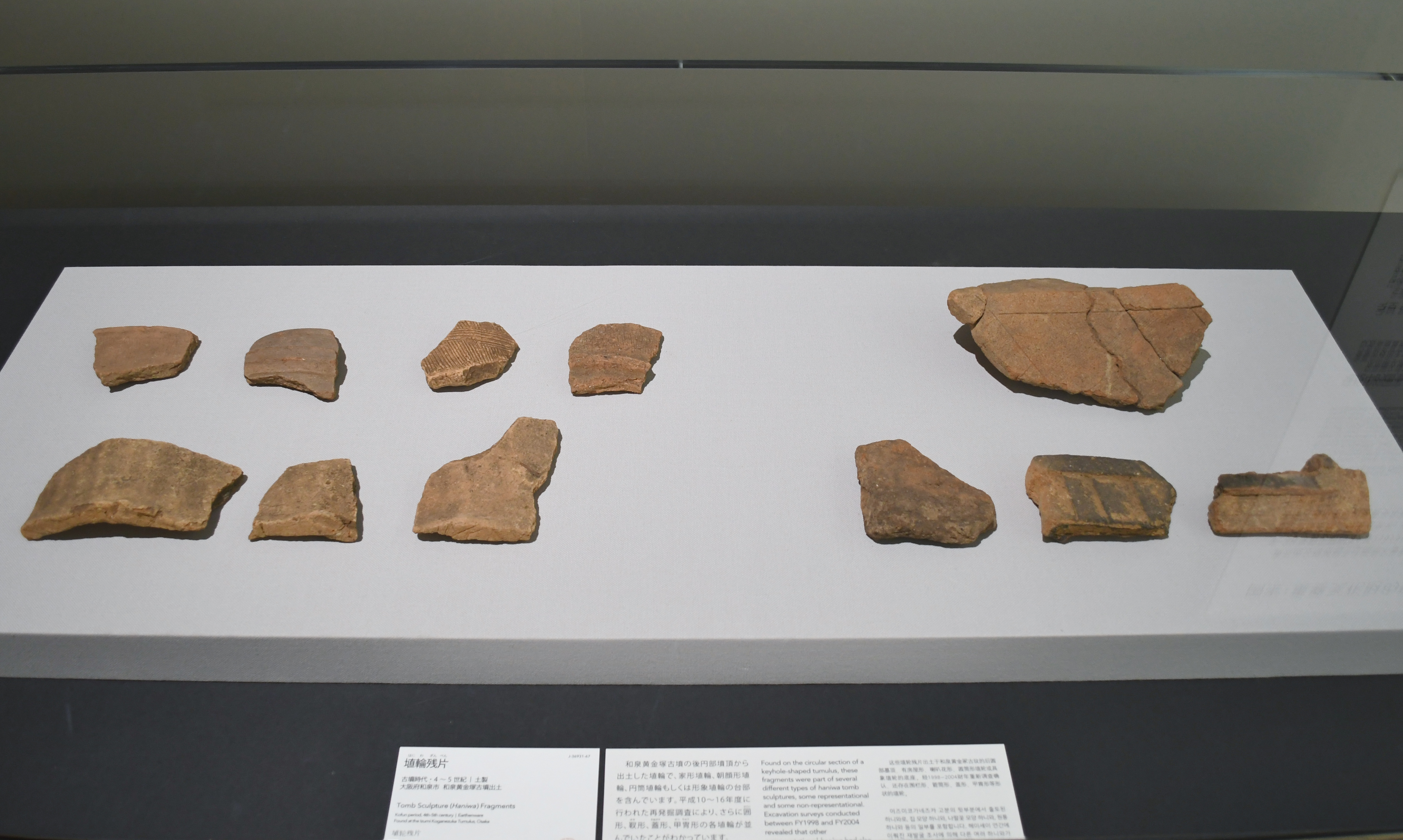
埴輪残片 東京国立博物館展示。

## 文化財

### 重要文化財（国指定）
- 和泉黄金塚古墳出土品（考古資料） - 明細は後出。東京国立博物館保管。1972年（昭和47年）5月30日指定[1]。

中央粘土槨
- 画文帯神獣鏡 1面 - 景初三年在銘。
- 二神二獣鏡 1面
- 玉類
  - 硬玉勾玉 9箇
  - 碧玉勾玉 3箇
  - 滑石勾玉 17箇
  - 碧玉管玉 一括
  - 硬玉棗玉 5箇
  - 滑石棗玉 一括
  - 滑石白玉 一括
  - ガラス小玉 一括
- 碧玉釧 2箇
- 石突形水晶製品 1箇
- 刀剣類
  - 剣身 7口分
  - 大刀身残欠 一括
- 鉄製工具類 一括

東粘土槨
- 画文帯神獣鏡 2面
- 三角縁竜虎鏡 1面
- 玉類
  - 硬玉勾玉 4箇
  - 碧玉管玉 一括
  - 硬玉棗玉 2箇
  - ガラス小玉 一括
  - 切子玉 1箇
- 鍬形石 1箇
- 紡錘車形碧玉製品残欠 1箇
- 石突形碧玉製品 残欠共 2箇分
- 刀子 銅銭共 4口
- 鉄甲冑類残片 一括
- 巴形銅製品 3箇
- 刀剣類
  - 剣身 7口
  - 大刀身 1口
- 鉄鏃 一括
- 鉄製工具類 一括

西粘土槨
- 画文帯神獣鏡 1面
- 玉類
  - 滑石勾玉 1箇
  - 硬玉勾玉 2箇
  - 碧玉管玉 一括
  - 硬玉棗玉 3箇
- 刀剣類
  - 大刀身 1口
  - 剣身 4口分
- 鉄鏃 一括
- 銅鏃 1箇
- 鉄甲残片 一括

附
- 埴輪残片・石鏃等

### 国の史跡
- 和泉黄金塚古墳 - 2008年（平成20年）3月28日指定、2012年（平成24年）1月24日に史跡範囲の追加指定[2]。